# Трој Ејкман
Трој Кенет Ејкман (енгл. Troy Kenneth Aikman; Вест Ковина, 21. новембар 1966) је бивши амерички фудбалер, који је играо за Далас каубојсе од 1989. до 2000. године.